# Yeatesia viridiflora
Yeatesia viridiflora är en akantusväxtart som först beskrevs av Christian Gottfried Daniel Nees von Esenbeck, och fick sitt nu gällande namn av John Kunkel Small. Yeatesia viridiflora ingår i släktet Yeatesia och familjen akantusväxter. Inga underarter finns listade i Catalogue of Life.

## Bildgalleri

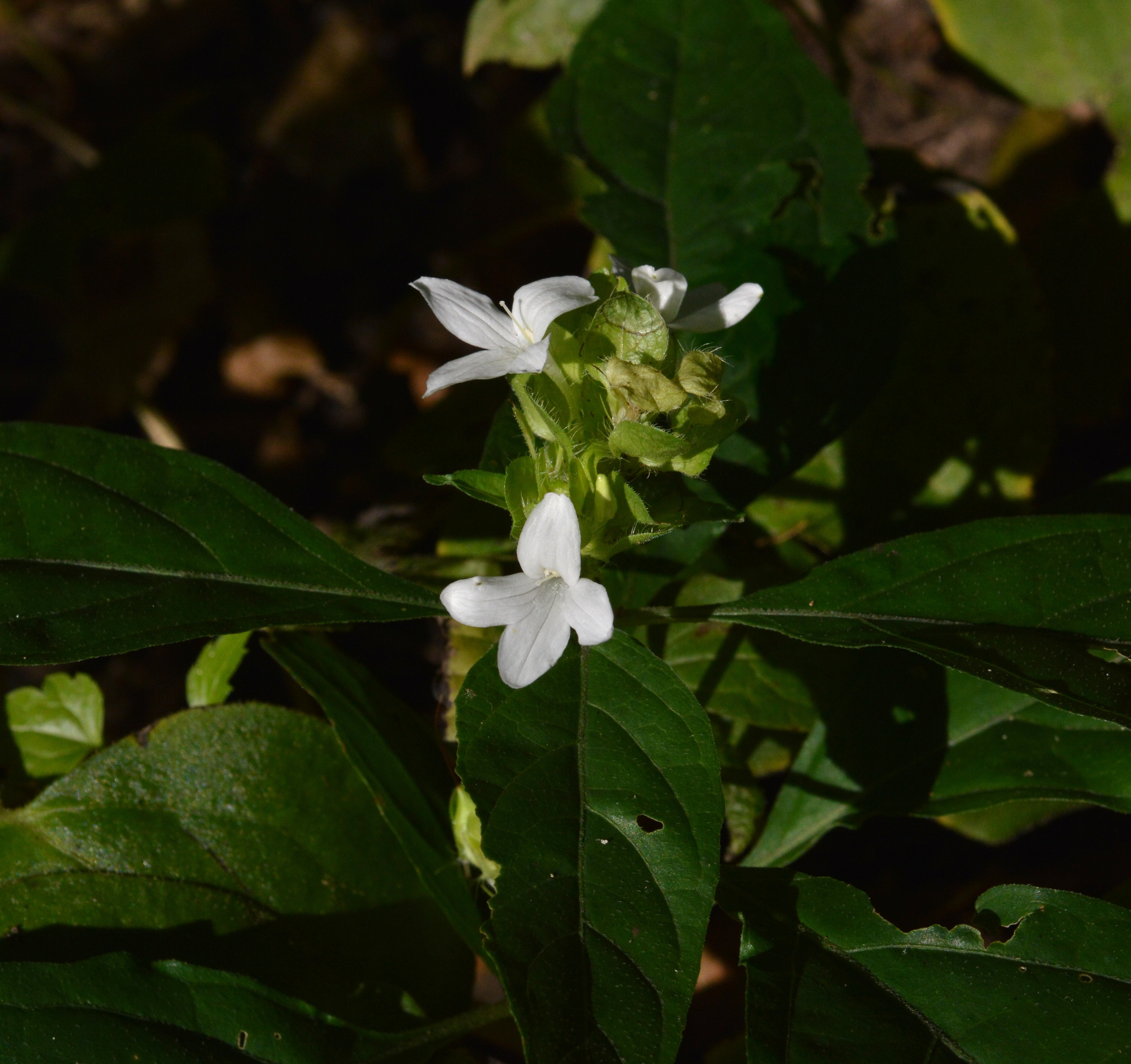